# USV Eschen/Mauren

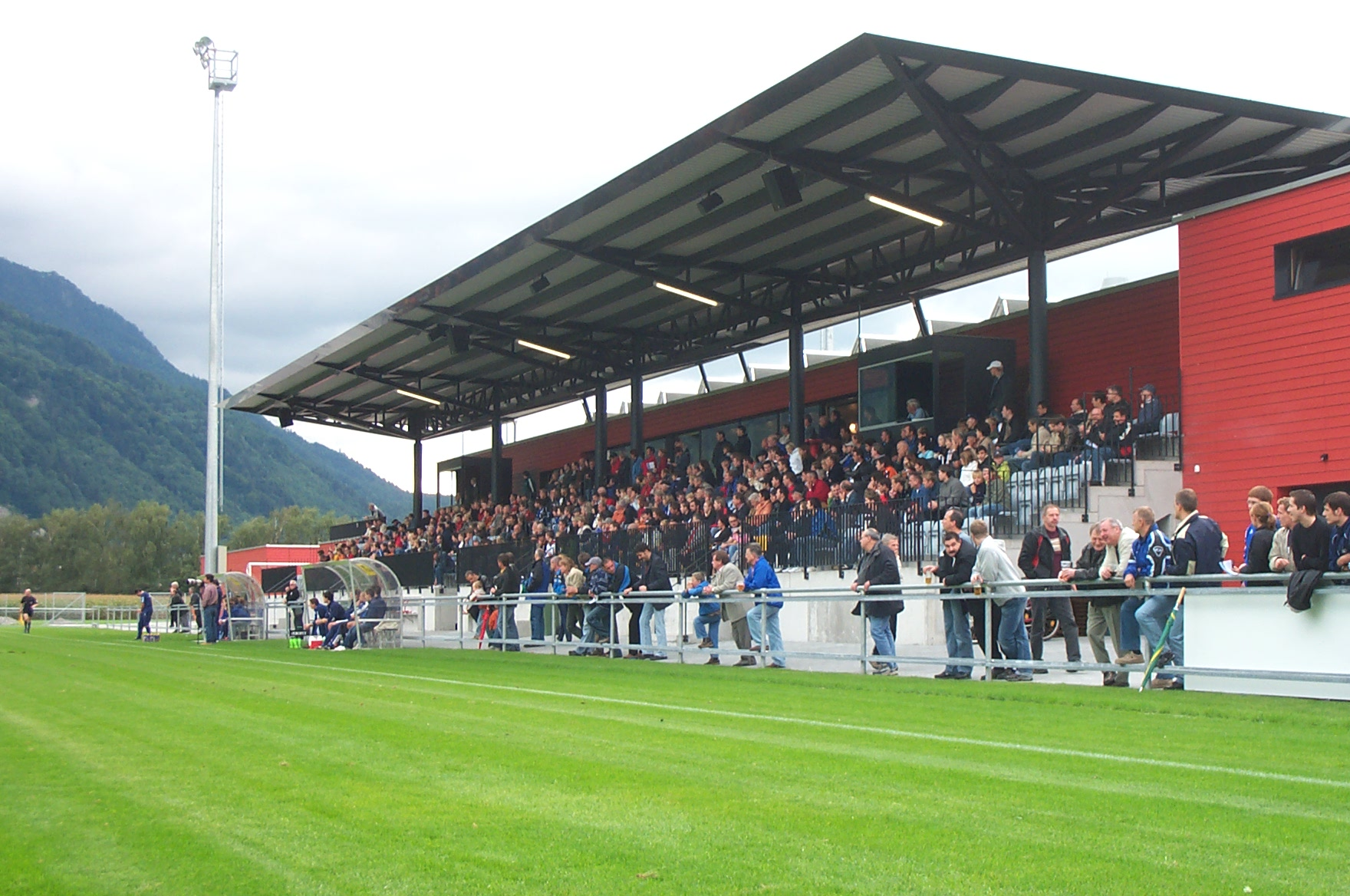
El Sportpark Eschen-Mauren, estadio del equipo.

El USV Eschen/Mauren es un equipo de fútbol liechtensteiniano de Eschen y Mauren que juega en la 1. Liga, Grupo 3 de Suiza.
El equipo juega en el Sportpark Eschen-Mauren, cual solía ser el estadio nacional, antes de que se construyera el Rheinpark Stadion de Vaduz. El USV Eschen/Mauren, como todos los demás equipos de Liechtenstein, juega en el Campeonato de Fútbol de Suiza. El primer equipo juega en el 3.er grupo de la 1. Liga, la tercera categoría del fútbol suizo, debido al ascenso conseguido en la temporada 2007/08 en la 2. Liga Interregional como resultado de ganar en el Grupo 5.

## Historia
El equipo originalmente se fundó en 1963 por la fusión de los equipos FC Mauren y FC Eschen. Desde 1975, el primer equipo ha jugado siempre en la 2. Liga, a excepción de la temporada 1999/00, cuando ascendió al Grupo 3 de la 1. Liga antes de ser relegado de nuevo a la 2. Liga Interregional. Después de la temporada 2007/08, ascendió de nuevo.
USV ha ganado la Copa de Liechtenstein en cinco ocasiones, la más reciente en 2012. En la temporada 2009-10 Copa de Liechtenstein, al primer equipo le tocó jugar contra el filial en las semifinales. El primer equipo ganó el partido y alcanzó la final, que perdió contra el FC Vaduz.

## Palmarés
- Copa de Liechtenstein: 5

1976, 1977, 1978, 1987, 2012

## Participación en competiciones de la UEFA
| Temporada | Torneo             | Ronda            | País     | Club | Marcador |
| --------- | ------------------ | ---------------- | -------- | ---- | -------- |
| 2012/13   | UEFA Europa League | Clasificatoria 1 | Islandia | FH   | 1-2, 0-1 |